# Kim Myeong-min

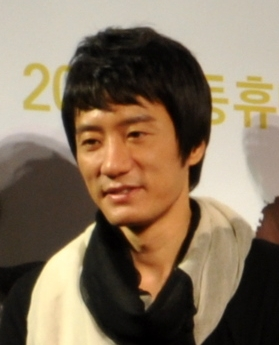
Kim Myeong-min, 2009

Kim Myeong-min (* 8. Oktober 1972 in Südkorea) ist ein südkoreanischer Schauspieler.

## Leben
Kim Myeong-mins Karriere begann im Jahr 1996 in der Show SBS Talent. Über Südkorea hinaus bekannt wurde er durch seinen Auftritt in der Fernsehserie The Immortal Lee Soon Shin im Jahr 2004.
In der Rolle des Maestro Kang Ma-e war er 2008 mitverantwortlich für die Auslösung des Kang Ma-e Syndroms in der koreanischen Werbung (und bei vielen Zuschauern der Serie Beethoven Virus).
Er lebt mit seiner Frau und seinem 2004 geborenen Sohn in Seoul.

### 1996–2005
Sein Debüt als Schauspieler feierte Kim Myeong-min durch den Gewinn des 6. öffentlichen SBS Schauspielerwettbewerbs im Jahr 1996. Er trat danach in verschiedenen TV-Serien als Nebendarsteller auf. Durch den Film Sorum (2001) machte er sich als Hauptdarsteller einen Namen. Danach spielte er in verschiedenen Filmprojekten mit, die aber meist wegen finanzieller Probleme unvollendet blieben.
Die Rolle des koreanischen Generals Lee Soon Shin in der in den Jahren 2004 bis 2005 gedrehten und 104 Episoden langen TV-Serie The Immortal Lee Soon Shin brachte den endgültigen Durchbruch. Für seine schauspielerische Leistung hierin wurde er mit zwei ersten Preisen ausgezeichnet.

### 2006–jetzt
Seit 2006 hat Kim Myeong-min in verschiedenen Hauptrollen überzeugt. So spielte er unter anderem einen Ex-Gangster in Bad Family, einen Polizisten in Open City – Jäger und Gejagte, einen Chirurgen in White Tower und einen Dirigenten in Beethoven Virus.
Für die Darstellung seiner Charaktere bereitet er sich intensiv vor; z. B. übte er für seine Rolle als Chirurg Jang Joon Hyuk in White Tower über mehrere Monate das Vernähen von Wunden. Um den Dirigenten Maestro Kang Gun Woo überzeugend darstellen zu können, nahm er 3-mal wöchentlich für einige Monate Unterricht bei einem professionellen Dirigenten.
Im Film Closer to Heaven (내사랑 내곁에) spielte er einen an Lou-Gehrig-Syndrom erkrankten Mann. Um den Muskelschwund glaubhaft darstellen zu können, nahm er 20 kg ab. Die Dreharbeiten begannen im Februar 2009 und dauerten bis Ende Mai an.
Der Film kam am 24. September 2009 in die koreanischen Kinos und hatte innerhalb von 3 Wochen mehr als 2 Millionen Besucher.
In seinem Film Man of Vendetta (파괴된 사나이) spielt er einen Pastor, dessen 5-jährige Tochter entführt und für tot erklärt wird. 8 Jahre später erhält er einen Anruf des Entführers, dass seine Tochter noch lebt. Ein verzweifelter Kampf um das Kind beginnt.
Der Film kam am 1. Juli 2010 in die koreanischen Kinos und wurde bereits vor der Premiere auf dem internationalen Markt verkauft. Obwohl der Film erst für Zuschauer ab 18 Jahren freigegeben ist, wurden in Korea mehr als eine Million Tickets verkauft.
Der Film Detective K: Im Auftrag des Königs (조선명탐정: 각시투구꽃의 비밀) ist eine Action-Komödie und spielt im Korea des 18. Jahrhunderts. Myeong-min Kim, in der Hauptrolle als genial-schusseliger „Detective K“, ist dabei im Auftrag des Königs Jeongjo einer Serie von Morden und einer hochkarätigen Verschwörung auf der Spur. Das Drehbuch basiert auf dem zweiten Band der Baektappa (백탑파) Krimiserie des koreanischen Autors Tak-hwan Kim. Der Film spielte in Südkorea über 32 Millionen Dollar ein.
Sein Film Pacemaker ist ein Ausflug in die Welt des Marathons. Der Film erzählt die Geschichte des Marathonläufers Man-ho, der bislang als Pacemaker nie ein Rennen beendet hat und bei den Olympischen Spielen in London eine folgenschwere Entscheidung treffen muss. Gedreht wurde teilweise an den Originalschauplätzen der Londoner Olympiade 2012.
Am 5. Juli 2012 kommt Myeong-min Kims neuer Film Contamination – Tödliche Parasiten (연가시) in die koreanischen Kinos. Hier spielt er einen pharmazeutischen Vertreter, der den Kampf gegen einen tödlichen Parasiten aufnimmt, um seine Familie zu retten.

## Filmografie

### Filme
- 2001: Sorum (소름)
- 2003: Into the Mirror (거울 속으로)
- 2007: Wide Awake (리턴 Return)
- 2008: Open City – Jäger und Gejagte (무방비 도시)
- 2009: My Love by My Side (내사랑 내곁에)
- 2010: Destroyed Man (파괴된 사나이, intl. Titel: Man of Vendetta)
- 2011: Detective K: Im Auftrag des Königs (조선명탐정: 각시투구꽃의 비밀)
- 2012: Pacemaker
- 2012: Contamination – Tödliche Parasiten (연가시)
- 2012: Kancheop (간첩)
- 2015: Detective K: Secret of the Lost Island (조선명탐정: 사라진 놉의 딸 Joseon Myeongtamjeong: Sarajin Nop-ui Ttal)
- 2016: Pandora
- 2017: A Day
- 2018: Monstrum
- 2019: Bataillon der Verdammten – Die Schlacht um Jangsari (장사리: 잊혀진 영웅들)

### Fernsehserien
- 2000: Some Like it Hot (카이스트) (MBC)
- 2000: Look Back in Anger (KBS2)
- 2001: A Father and a Son (SBS)
- 2004: More Beautiful Than a Flower (꽃보다 아름다워) (KBS)
- 2004: The Immortal Lee Soon Shin (불멸의 이순신) (KBS)
- 2006: Bad Family (불량가족) (SBS)
- 2007: White Tower (하얀 거탑) (MBC)
- 2008: Beethoven Virus (베토벤 바이러스) (MBC)

### Musikvideos
- 1999: Blue (Lee Kyung-sub)
- 2001: Landscape/Poong Gyung (Lee Jung-bong)

### Moderator
- 2006–2007: MBC Doctors
- 2007: 8. Jeonju International Film Festival – Eröffnungszeremonie

## Öffentlicher Botschafter
- 2005: Koreanische Soziale Wohlfahrtsgesellschaft
- 2005: The Great Admiral Lee Soon-shin Festival
- 2006: Koreanischer Nationaler Rentendienst
- 2007: Koreanische Oral Zahngesundheitskampagne
- 2007: Yeon-se Severance Health Öffentlichkeitsbotschafter
- 2007: Koreanische Nationale Wahlkommission, „Saubere Wahl Öffentlichkeitsbotschafter“
- 2009: Koreanische Oral Zahngesundheitskampagne

## Preise und Auszeichnungen
- 2000: MBC Drama Awards – Bester Neuer Schauspieler (Some Like It Hot)
- 2001: Pusan Film Critics Association Awards – Bester Neuer Schauspieler (Sorum)
- 2001: Director’s Cut Awards – Bester Neuer Schauspieler (Sorum)
- 2005: Korea Visual Arts Festival – Most Photogenic Award
- 2005: Grime Award – Bester Schauspieler (The Immortal Yi Soon-shin)
- 2005: KBS Drama Awards – Großer Preis (The Immortal Yi Soon-shin)
- 2006: 18th Producers Awards Of Korea – Bester Schauspieler (The Immortal Yi Soon-shin)
- 2006: The 33rd Korean Broadcasting Awards – Bestes Fernseh-Talent (The Immortal Yi Soon-shin)
- 2006: SBS Drama Awards – Produzenten-Preis (Bad Family)
- 2006: SBS Drama Awards – Fighting Adversity Award (Bad Family)
- 2007: 43rd Baeksang Arts Awards – Bester Fernseh-Schauspieler (White Tower)
- 2007: Grime Award – Bester Schauspieler (White Tower)
- 2007: MBC Drama Awards – Top Excellence Actor (White Tower)
- 2008: 20th Producers Awards of Korea – Bester TV Darsteller (White Tower)
- 2008: 3rd Korea Drama Festival – Großer Preis (Beethoven Virus)
- 2008: 9th Korean Broadcaster Awards – Best Performance in Broadcasting (Beethoven Virus)
- 2008: MBC Drama Awards – Großer Preis (Beethoven Virus)
- 2009: 45th Baeksang Arts Awards – Bester Fernseh-Schauspieler (Beethoven Virus)
- 2009: 21st Producers Awards of Korea – Bester TV Darsteller (Beethoven Virus)
- 2009: 36th Korea Broadcasting Association Awards – Bester Schauspieler (Beethoven Virus)
- 2009: 46th Daejong Film Awards: Bester Hauptdarsteller (Closer to Heaven)
- 2009: 46th Daejong Film Awards: Netizen’s Choice Award (Closer to Heaven)
- 2009: 30th Blue Dragon Film Awards: Bester Hauptdarsteller (Closer to Heaven)